# Vladimir Potanin

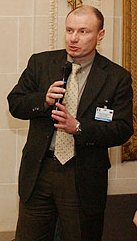
Vladimir Potanin in 2003

Vladimir Olegovitsj Potanin (Russisch: Владимир Олегович Потанин) (Moskou, 3 januari 1961) is een Russische zakenman. Hij was de stichter en is de huidige directeur van Oneksimbank. Hij is ook (via zijn financieel-industriële conglomeraat Interros) grootaandeelhouder van Norilsk Nikkel en wordt beschouwd als een van de invloedrijkste Russische oligarchen. Zijn vermogen werd door Forbes in 2008 geschat op 19,3 miljard dollar, maar dat kelderde door de crisis naar 'slechts' 2,1 miljard in 2009. In februari 2020 was zijn vermogen weer gestegen naar 24,7 miljard dollar. Hij had een vrouw Natalia van wie hij in 2014 scheidde en met haar heeft hij drie kinderen.

## Leven

### Sovjet-carrière
Vladimir Potanin werd geboren in 1961 in een invloedrijke Russische familie van communisten. Zijn vader was lid van het Centrale Comité van de CPSU en onderdeel van het Sovjet-ministerie van Handel. Potanin was lid van de Komsomol en studeerde af aan het Instituut voor Internationale Betrekkingen van Moskou, een eliteschool waar studenten werden opgeleid voor de KGB en functies in de regering. Hij werkte vervolgens net als zijn vader voor het ministerie van Handel.

### Interros
In 1991 vestigde hij met een aantal vennoten van het Handelsministerie het handelsbedrijf Interros. Dit bedrijf werd gesteund door het ministerie en een aantal leden binnen de communistische hiërarchie, waardoor - met hulp van communistische fondsen - het bedrijf succesvol werd.
Interros was en is een internationale handelsorganisatie die handelt in non-ferrometalen (onder andere aluminium, koper en lood). Met het geld dat hij hiermee verdiende, zette hij twee banken op, Oneksimbank en MFK, waar veel staatsbedrijven hun bankrekeningen plaatsten, mede waardoor ze uitgroeiden tot de derde en vierde bank van het land. Hij werd hierdoor ten tijde van Boris Jeltsin ook wel gezien als een van de Zeven Bankiers.
Interros werd een belangrijke speler bij het wisselen van de toen zwakke roebels voor dollars, hetgeen mogelijk was door Potanins connecties bij de overheid. Veel directeuren van staatsbedrijven sloten namelijk leningen af bij de Russische centrale bank (tegen 20% à 30% rente per jaar) en wisselden de roebels die ze kregen meteen in voor dollars, om de gierende hyperinflatie (2500% in 1992, 850% in 1993) voor te zijn. Later wisselden ze een gedeelte van hun dollars weer om naar roebels en betaalden de leningen met gemak weer terug. Het overgebleven deel van hun geld gebruikten ze om andere bedrijven op te kopen of zetten ze op buitenlandse bankrekeningen. Naar schatting werd op deze manier tussen 1992 en 1997 zo'n 65 miljard dollar naar buitenlandse bankrekeningen weggesluisd.

### "Leningen voor aandelen"
Potanin was een van de bedenkers van het "Leningen voor aandelen"-programma uit 1995 en 1996, waarbij de Russische regering aandelen in staatsindustrieën verhandelde voor leningen. Het controversiële programma werd geaccepteerd door de Russische regering, die een gebrek had aan geld en werd uitgevoerd door middel van veilingen, waarvoor alleen bepaalde bieders werden uitgenodigd, meestal onder sterke invloed van de dochter van president Jeltsin; Tatjana Djatsjenko. Het programma was omstreden, omdat een clausule in het programma was opgenomen, dat als de staat de rekeningen niet op tijd zou aflossen, de verstrekkers - de Russische oligarchen - de aandelen mochten verkopen en een derde van de opbrengst in eigen zak mochten steken, terwijl de rest naar de regering zou gaan. Onder de bieders bij de veilingen was ook Potanin. Tijdens de transitie van Rusland naar een open-markteconomie verkreeg hij de controle over meer dan 20 voormalige staatsbedrijven.

### Norilsk Nikkel
In 1997 kocht hij op een van de controversiële veilingen voor 170,1 miljoen dollar via zijn Oneksimbank een meerderheidsbelang in het bedrijf Norilsk Nikkel (de openingsprijs was 170 miljoen dollar). Dit bedrijf had destijds een schuld van 4 miljard dollar, een loonbetalingsachterstand van 4 maanden en de jaarlijkse verliezen werden door het management geschat op 800 miljoen dollar. Potanin maakte het bedrijf weer winstgevend door personeel te ontslaan, veel sociale voorzieningen werden afgestoten naar de stad (die geen geld had om ze te onderhouden) en de Norilsk-spoorlijn schrapte het passagierstransport. In 2004 was het bedrijf alweer 11,7 miljard dollar waard. Overigens moest hij in 2000 wel 140 miljoen dollar betalen aan de staat, omdat hij het bedrijf te goedkoop zou hebben verkregen.

### Eerste vicepremier en Svjazinvest
Vanaf augustus 1996 was Potanin eerste vicepremier onder Tsjernomyrdin en daarmee de derde man van Rusland. Hij was toen verantwoordelijk voor het economische en financiële beleid. In maart 1997 trad hij echter af na beschuldigingen vanuit de oppositie dat hij zijn zakelijke en politieke belangen niet wist te scheiden. Potanin verklaarde zelf: "Om in het bedrijfsleven succesvol te zijn, moet je goede politieke connecties hebben. En hoe minder wetten er in een land gelden, hoe meer connecties je nodig hebt."
Oligarchen Berezovski en Goesinski waren tegen Potanins politieke positie en toen in juli 1997 Oneksimbank ook nog bij een veiling een kwart van de aandelen verkreeg van het geprivatiseerde telecombedrijf Svjazinvest was voor hen de maat vol. Ze startten een lastercampagne tegen hem via hun tv-kanalen NTV en ORT, waarin werd gesteld dat Potanin tijdens zijn regeringsperiode twee derde van het staatsbudget zou hebben laten overhevelen naar Oneksimbank. Bovendien zou hij samen hebben gewerkt met Tsjoebajs om Svjazinvest toe te laten wijzen aan Oneksimbank. Ook vicepremier Nemtsov, die staatsbezit zou hebben verkwanseld aan het buitenland (Deutsche Bank en investeerder George Soros kregen ook een deel van Svjazinvest in handen), was onderdeel van deze lastercampagne.
In 1998 was hij volgens Forbes de rijkste man van Rusland. Door de Roebelcrisis van dat jaar kwam zijn imperium echter onder druk te staan, maar hij wist toch door vele bedrijven op te zetten een groot deel van zijn persoonlijke eigendommen te beschermen.

### Na de Jeltsin-jaren
Bij de Russische presidentsverkiezingen van 2000 steunde hij Vladimir Poetin. Na diens start van een groot aantal rechtszaken tegen de Russische oligarchen, bleef hij, afgezien van de eerder genoemde bijbetaling van 140 miljoen voor Norilsk Nikkel, buiten schot. Hij wordt gezien als een invloedrijk zakenman met goede relaties met de Russische overheid.
Potanin is lid van de Raad van de Russische Unie van Industrialisten en Ondernemers en van de Russische Federale Regeringsraad voor Ondernemerschap.
Potanin was eigenaar van de krant Izvestia. Hij verkocht deze op 3 juni 2005 aan Gazprom. Ook is hij eigenaar van de krant Komsomolskaja Pravda, die evenals de Izvestia waar hij de hoofdredacteur naar huis stuurde vanwege een kritisch artikel over de gijzeling in Beslan, weinig onafhankelijk lijkt te zijn.
In de 2006 werd hij presentator van de Russische versie van de realityshow The Apprentice, dat in Rusland onder de naam Kandidat op de nationale televisie verschijnt.

## Liefdadigheid
Ter versterking van zijn imago werd hij donateur van de Solomon R. Guggenheimstichting, waaraan hij jaarlijks 1 miljoen dollar schenkt. Hij is daarvoor beloond met een zetel in de raad van commissarissen van het Guggenheim Museum in New York. Hij zette ook een liefdadigheidsfonds op voor onderwijsprojecten dat deelneemt aan The Greater Hermitage Project van UNESCO.
In mei 2002 kocht hij het bekende schilderij Zwart vierkant van de Oekraïense kunstschilder Kazimir Malevitsj ten behoeve van het Russische Ministerie van Cultuur, dat sindsdien wordt geëxposeerd in de Hermitage van Sint-Petersburg.

## Scheiding
In augustus 2019 startte zijn vrouw Natalia Potanina met wie hij drie kinderen heeft een procedure tot herverdeling van de boedel. Zij is woonachtig in Londen. De echtscheiding was al eerder in 2015 in Moskou uitgesproken en daar ontving zij slechts een financiële vergoeding van 5,5 miljoen pond sterling. De Russische rechtbank zou in haar nadeel hebben beslist vanwege de politieke connecties van haar man. Zij schat het vermogen van haar man op meer dan 15 miljard pond en zij eist hiervan ongeveer de helft.